# Przekora
Przekora – wieś w Polsce położona w województwie łódzkim, w powiecie poddębickim, w gminie Dalików.
W latach 1954-1961 wieś była siedzibą gromady Przekora, po jej zniesieniu w gromadzie Dalików. W latach 1975–1998 miejscowość administracyjnie należała do województwa sieradzkiego.